# Liste der Universitäten in Monaco
Das Fürstentum Monaco verfügt über die eigene, englischsprachige International University of Monaco (IUM).
Darüber hinaus kooperiert man mit dem Institut d’Administration des Entreprises der französischen Université Nice Sophia Antipolis.